# Slovenski oder
Slovenski oder je gledališka skupina, ki je nastala leta 1948 v Trstu. Pobudo zanjo je dal profesor Jože Peterlin, ki je tako organiziral gledališko skupino Slovenske prosvete iz Trsta, da bi lahko čimbolj vzgajal slovenske dijake in študente v slovenščini in gledališkem nastopanju. Mnogo igralcev Slovenskega odra je sodelovalo tudi pri radijski skupini Radijski oder.
Slovenski oder je v šestesetih letih 20. stoletja uresničil zelo odmevne predstave, ki so jih igrali bodisi na prostem na Tabru ob cerkvici v Repentabru, kot na raznih odrih po Tržaškem.
V devetdesetih letih je skupino prevzela Lučka Susič in Slovenski oder je spet mnogo nastopal, še posebno na Zamejskem festivalu amaterskih dramskih skupin, a tudi po drugih dvoranah in prizoriščih.